# Enrique Gainzarain
Enrique Gainzarain   (Buenos Aires, 7 de desembre de 1904 - 18 de juliol de 1972) fou un futbolista argentí que jugava com a davanter. Competí durant les dècades de 1920 i 1930.
A nivell de clubs jugà al River Plate (1920-1924), Ferro Carril Oeste (1928-1932) i Gimnasia La Plata (1933). El 1928 va ser seleccionat per disputar els Jocs Olímpics d'Amsterdam, on l'equip argentí guanyà la medalla de plata en la competició de futbol.